# Эскиординская волость
Эски́-Орди́нская во́лость — волость в составе Симферопольского уезда, образована 8 (20) октября 1802 года при учреждении Таврической губернии, путём реоганизации административного деления, соранявшегося со времён Крымского ханства из части деревень Салгирского кадылыка Бахчисарайского каймаканства и Акмечетского и Юхары-Ичкийского — Акмечетского каймаканства. Упразднена в 1860-х годах, после земской реформы Александра II.

## География
Эскиординская волость занимала в центре уезда земли вокруг Симферополя: предгорную часть долины Салгира, верховья Булганака и продольную долину между Внешней и Внутренней грядами Крымских гор до реки Альмы. Граничила с востока по часовой стрелке с волостями: Аргинской, Алуштинской, Актачинской, Кадыкойской волостями. Была одной из самых малых по территории волостей уезда.

## Население на 1805 год
В октябре 1805 года была составлена Ведомость о всех селениях, в Симферопольском уезде состоящих…, согласно которой население Эскиординской волости составило 5807 человек, по национальностям распределённых следующим образом:
- Крымских татар — 5065 чел.,
- Русских — 471 чел.,
- Цыган — 271 чел[3].

Основое население уже концентрировалось в крупных сёлах вблизи губернского центра, многие из которых впоследствии вошли в черту Симферополя.

## Реформа 1829 года
В результате реформы волостного деления 1829 года, согласно «Ведомости о казённых волостях Таврической губернии 1829 года», в состав волости передали селения: из Алуштинской волости — Аян, Биюк-Янкой и Тавель, из Кадыкойской Терен-Аир, из Аргинской — Юкары и Ашага Мамут-Султаны, Шумхай, Джафер-Берды, Чавке, Кучук-Янкой и Кизил-Кобу. Включили в волость и российские селения Подгородне-Петровское и Курцы. В свою очередь, из прежнего состава волости во вновь образованную Сарабузскую были переданы деревени на западе и севере: Аджи-Ибрам, Атман, Будке, Искандер, Кулчук, Тобе-Чокрак, Ток-Саба, Тархан и Учкую. Поселения в продольной долине, отделяющей первую куэсту Внутренней гряды Крымских гор, отошли к Яшлавской волости — Молла-Эли, Чокур-Эли, Сейманларкой, Колумбет-Эли, Карач и Кочмес. Волость 1829 года включала следующие деревни.